# Abandoned (Lost)
Abandoned este un episod al serialului de televiziune Lost, sezonul 2.